# ترانوروآ
ترانوروآ (به لاتین: Tranoroa) یک منطقهٔ مسکونی در ماداگاسکار است که در Beloha واقع شده‌است.
 ترانوروآ  ۱۸٬۰۰۰ نفر جمعیت دارد و ۲۱۴ متر بالاتر از سطح دریا واقع شده‌است.